# Molendoa taeniatifolia
Molendoa taeniatifolia là một loài rêu trong họ Pottiaceae. Loài này được Herzog mô tả khoa học đầu tiên năm 1943.